# Museo Nacional Centro de Arte Reina Sofía
Il Museo Nacional Centro de Arte Reina Sofía è un museo d'arte moderna ed arte contemporanea di Madrid, dedicato alla produzione artistica dall'inizio del Novecento ad oggi.

## Storia
Inaugurato l'11 settembre 1992 dai reali di Spagna, ha sede nell'antico Ospedale generale di Madrid, edificio settecentesco originariamente eretto per volere di Carlo III.
Tra il 1980 ed il 1988 gli architetti José Luis Iniguez de Onsoño ed Antonio Velasquez de Castro hanno curato il restauro ed il ripensamento degli spazi della struttura, conferendogli l'attuale aspetto. Un ampliamento della superficie espositiva di 8000 m2, costato 97 milioni di euro e progettato dall'architetto francese Jean Nouvel, è stato inaugurato nell'ottobre del 2005. Altre sedi per esposizioni temporanee del museo sono il Palacio de Velázquez ed il Palacio de Cristal.

## Le opere più importanti
La grande attrazione del museo è la Guernica di Pablo Picasso. Il Reina Sofía possiede inoltre opere di Salvador Dalí, Juan Gris, Joan Miró, Julio González, Eduardo Chillida, Antoni Tàpies, Lucio Muñoz, Jorge Oteiza, José Luis Gutiérrez Solana, Pablo Gargallo, Pablo Palazuelo, Joan Rebull, Luis Gordillo, Elena Asins, Francisco Bores, Pierre Bonnard, Medardo Rosso, Vassily Kandinsky, Georges Braque, Joseph Beuys, René Magritte, Wolf Vostell, Nam June Paik, Mark Rothko, Roy Lichtenstein, Francis Bacon, Lucio Fontana, e altri artisti significativi.
Il museo presenta anche una libreria specializzata in arte, con una collezione di oltre 100.000 libri, 1.000 video e 3.500 registrazioni.
Salvador Dalí
- Orcio, 1922-1923
- Autoritratto cubista, 1923
- Ritratto di Luis Buñuel, 1924
- Ragazza alla finestra, 1925
- Arlequin, 1927
- Il grande masturbatore, 1929

Pablo Picasso
- Donna in blu, 1900
- Guernica, 1937